# Abraham Isachar Dow Rabinowicz
Abraham Isachar Dow Rabinowicz (ur. 1843, zm. 5 września 1892 w Radomsku) – rabin, drugi cadyk chasydzkiej dynastii Radomsk.
Był synem Salomona Rabinowicza, założyciela dynastii. Po jego śmierci w 1866 roku został cadykiem w Radomsku. Był autorem wydanej pośmiertnie książki Chesed le-Awraham (hebr. Łaska Abrahama; 1893–1895).
Jest pochowany – wraz z rodziną – w ohelu na cmentarzu żydowskim w Radomsku. Jego następcą został syn Ezechiel Rabinowicz.